# جنگل ساراندا
جنگل ساراندا (به انگلیسی: Saranda forest) یک جنگل در هند است که در بخش غرب سینگهام واقع شده‌است. جنگل ساراندا ۸۲۰ کیلومتر مربع مساحت دارد ۵۵۰ متر بالاتر از سطح دریا واقع شده‌است.